# Тепличное (Луганская область)
Тепличное — посёлок на Украине, подчиненный Луганскому горсовету Луганской области. Под контролем самопровозглашённой Луганской Народной Республики.

## География
Посёлок расположен на левом берегу реки Лугани. Примыкает к западным окраинам г. Луганска, расположен восточнее города Александровска (и ниже по течению Лугани от него), а также к северу от посёлка под названием Дзержинское. Также поблизости расположены следующие населённые пункты: сёла Земляное и Шишково на севере, Лиман и посёлок Металлист на северо-востоке.

## Население
Население составляет 1574 человека.

## Административное подчинение
Орган местного самоуправления — Александровский горсовет (в г. Александровске).

## Образование
Начальная школа п. Тепличное была расформирована в начале XXI века.

## Экономика
Завод безалкогольных напитков.